# Crédin
 Crédin  (en bretón Kerzhin) es una población y comuna francesa, situada en la región de Bretaña, departamento de Morbihan, en el distrito de Pontivy y cantón de Rohan.

## Demografía
| 1532 | 1511 | 1466 | 1397 | 1375 | 1368 |
| Para los censos de 1962 a 1999 la población legal corresponde a la población sin duplicidades (Fuente: INSEE [Consultar]) |      |      |      |      |      |